# Protocuspidaria jarauara
Protocuspidaria jarauara is een tweekleppigensoort uit de familie van de Protocuspidariidae. De wetenschappelijke naam van de soort is voor het eerst geldig gepubliceerd in 2009 door Oliveira  & Absalão.